# Nieuwe zakelijkheid

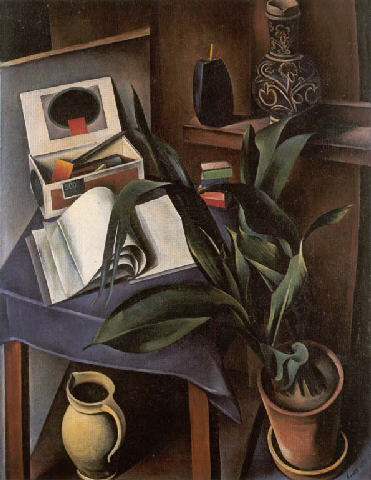
Alexander Kanoldt: Stilleven II, 1922

De nieuwe zakelijkheid (Duits: Neue Sachlichkeit) (1918-1933) was een stilistische reactie binnen de kunsten op het expressionisme dat eraan vooraf was gegaan. Kenmerkend voor de stijl zijn de emotieloze weergaven van alledaagse onderwerpen en de voorkeur voor eenvoud. De stroming manifesteerde zich zowel binnen de filmwereld als binnen de fotografie, de architectuur en de schilderkunst.

## Geschiedenis
De stroming vond haar oorsprong in de jaren 20 in en rondom het Bauhaus in Duitsland, dat daarmee van zeer grote betekenis is geweest voor allerlei zaken die tegenwoordig zeer alledaags zijn, zoals stalen meubels, roestvrijstalen bestek en hoogbouw met veel glaswerk aan de buitenkant.
De term Neue Sachlichkeit werd in 1925 voor het eerst gebruikt door Gustav Friedrich Hartlaub toen hij directeur was van de Kunsthalle Mannheim. 

## Schilderkunst van de nieuwe zakelijkheid
De nieuwe zakelijkheid binnen de (Duitse) schilderswereld werd het bekendst met namen als Otto Dix, George Grosz en Christian Schad. Nederlandse schilders die te relateren zijn aan de nieuwe zakelijkheid zijn onder meer Theo Stiphout, Wout Schram, Wim Oepts, Wim Bosma en Harmen Meurs. Binnen de schilderkunst van de nieuwe zakelijkheid zijn drie onderstromingen te onderscheiden (die soms aansluiten bij al eerder bestaande stromingen): verisme, classicisme en magisch realisme.

### Verisme

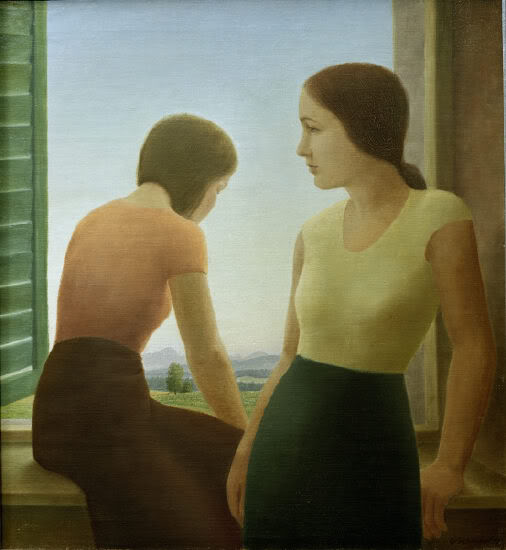
Zwei Mädchen am Fenster door Georg Schrimpf

Deze schilders vertegenwoordigen de linksgeoriënteerde onderstroom binnen de schilderstijl van de nieuwe zakelijkheid, met veel aandacht voor wat er in hun ogen mankeerde aan de maatschappij. Dit uitte zich in groteske, apocalyptisch aandoende schilderijen geïnspireerd door de expressionistische achtergrond van de belangrijkste voorbeelden: Otto Dix en George Grosz. 
Andere grote namen zijn: Elfriede Lohse-Wächtler, Christian Schad, Conrad Felixmüller, Georg Schrimpf en Rudolf Schlichter.
Ook zijn er invloeden te zien van bekende sociaal realisten als Käthe Kollwitz.

### Classicisme
Deze niet in politiek geïnteresseerde tak van de nieuwe zakelijkheid werd stilistisch beïnvloed door de post-futuristen. In de praktijk richtten ze zich vooral op een klassieke beoefening van de schilderkunst, wat zich uitte in een zeer goede, academisch geschoolde techniek. De classicisten van de nieuwe zakelijkheid hielden zich vooral bezig met het schilderkunstig idealiseren van de Weimarrepubliek. De namen zijn: Georg Schrimpf, François Barraud, Rudolf Dischinger en Alexander Kanoldt.

### Magisch realisme
Een stroming die zich ook in Nederland manifesteerde was het magisch realisme. De naam werd bedacht door Franz Roh. Hoewel deze schilderstijl gezien kan worden als een aparte richting heeft zij duidelijk haar oorsprong in  de nieuwe zakelijkheid. Magisch-realistische schilders proberen net als classicisten een technische perfectie te bereiken maar voeren tegelijkertijd surrealistische, soms dreigende elementen in. De Italiaan Giorgio De Chirico geldt als de grote inspirator van deze stroming. Bekende magisch realisten in Nederland waren onder anderen Pyke Koch, Carel Willink, Charley Toorop en Dick Ket. In Duitsland werden binnen deze richting bekend: Franz Radziwill, Richard Oelze, Rudolf Wacker, Carl Grossberg, Herbert Böttger en Christian Schad.

### Duitstalige literatuur
Tot de meest prominente Duitstalige auteurs binnen deze stroming worden gerekend: 
- Bertolt Brecht
- Vicki Baum
- Hans Fallada
- Lion Feuchtwanger
- Marieluise Fleißer
- Walter Hasenclever
- Hermann Hesse
- Ödön von Horváth
- Erich Kästner
- Hermann Kesten
- Irmgard Keun
- Heinrich Mann
- Walter Mehring
- Erich Maria Remarque
- Ludwig Renn
- Joseph Roth
- Anna Seghers
- Gabriele Tergit
- Kurt Tucholsky
- Adolf Uzarski
- Carl Zuckmayer
- Alfred Döblin
- Mascha Kaléko

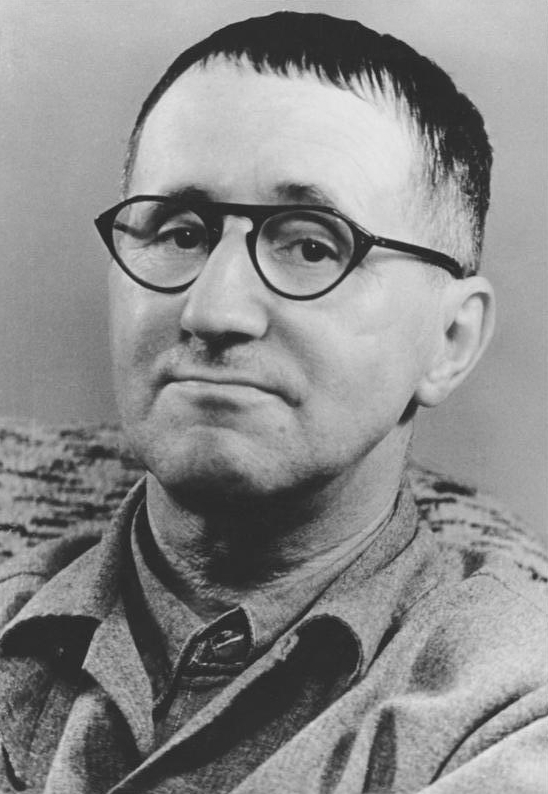
Bertolt Brecht

Ook werken van Franz Kafka, Franz Jung en Arnold Zweig vertonen trekken van deze stroming.
Toen in de jaren 30 het nationalisme in Duitsland eenmaal de overhand had gekregen, voldeed de literatuur van de nieuwe zakelijkheid niet meer aan alle eisen die men in Duitsland aan literatuur stelde; het moest ook zo zijn dat de nationale waarden werden opgehemeld en "vreemde" invloeden zo veel mogelijk geweerd. Daarom kwam in deze tijd de Blut und Boden-literatuur in plaats van de nieuw-zakelijke literatuur.

### Nederlandstalige literatuur

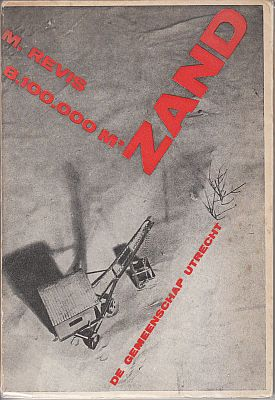
8.100.000 m³ zand.
Ontwerp door A.M. Oosterbaan

Een van de belangrijkste bijdragen aan de contemporaine theorievorming met betrekking tot de nieuwe zakelijkheid is het vijfdelige essay 'Het moderne proza' dat redacteur Constant van Wessem in 1929 in het literair tijdschrift De Vrije Bladen publiceerde.
Binnen de Nederlandse literatuur geldt M. Revis met bijvoorbeeld zijn 'reportageroman' 8.100.000 m3 zand (1932) bij uitstek als vertegenwoordiger van de nieuwe zakelijkheid. Het is de 'industrieroman' 10 PK. Het leven der auto's (1929) van de Russische schrijver Ilja Ehrenburg die in veel eigentijdse discussies over de literaire nieuwe zakelijkheid wordt beschouwd als hét grote voorbeeld, met name voor Revis. Tevens worden onder anderen Ben Stroman met zijn roman Stad (1932), W.A. Wagener met de roman Sjanghai (1933), Jef Last met zijn romans Partij remise (1933) en Zuiderzee (1934) en Albert Kuyle met zijn roman Harten en brood (1933) tot deze stroming gerekend. 
Kenmerken van dit type proza zijn onder meer:
1. de thematische voorkeur voor facetten van de sociaal-economische actualiteit,
2. een maatschappelijk geëngageerde teneur,
3. een aan de film ontleende structuur van contrasterende of simultane scènes en een aan de reportage ontleende stijl van syntactische bondigheid en relatieve eenvoud, die in combinatie met onder andere het gebruik van de tegenwoordige tijd als grammaticale tijd, het opvoeren van bestaande personen, zaken en locaties, en het opsommen in getallen van kwantitatieve gegevens gestalte geeft aan
4. de suggestie van objectiviteit.

Gelet op de hierboven genoemde vier kenmerken van nieuw zakelijk proza, is de karakterisering 'nieuw zakelijk' voor de eerste drie romans van F. Bordewijk - Blokken (1931), Knorrende beesten (1933) en Bint - uiterst problematisch. Niettemin zijn deze romans vaak als nieuw zakelijk getypeerd. Bordewijk zelf gebruikte de term 'nieuwe zakelijkheid' nooit voor deze teksten. Wel bracht hij ze in verband met het literaire expressionisme.
Op het gebied van de poëzie uitte de nieuwe zakelijkheid zich vooral in de zogeheten parlando-poëzie, die qua metrum en ritme zo veel mogelijk de gesproken taal moest benaderen. Dichters van de nieuwe zakelijkheid zijn onder anderen Eric van der Steen en A.J.D. van Oosten.

## Nederlandse architectuur
Nieuwe Zakelijkheid was ook een beweging binnen de Nederlandse architectuur. Het begin van deze beweging kan men bepalen op 1932 met het tijdschrift "De 8 en opbouw". De stijlrichting is een reactie op vooral de jugendstil, maar ook op het expressionisme binnen de bouwkunst.
Enkele architecten: J.G. Wiebenga, Bernard Bijvoet, Gerrit Rietveld en Ir. Jan Duiker, Piet Zanstra, Leon Waterman.

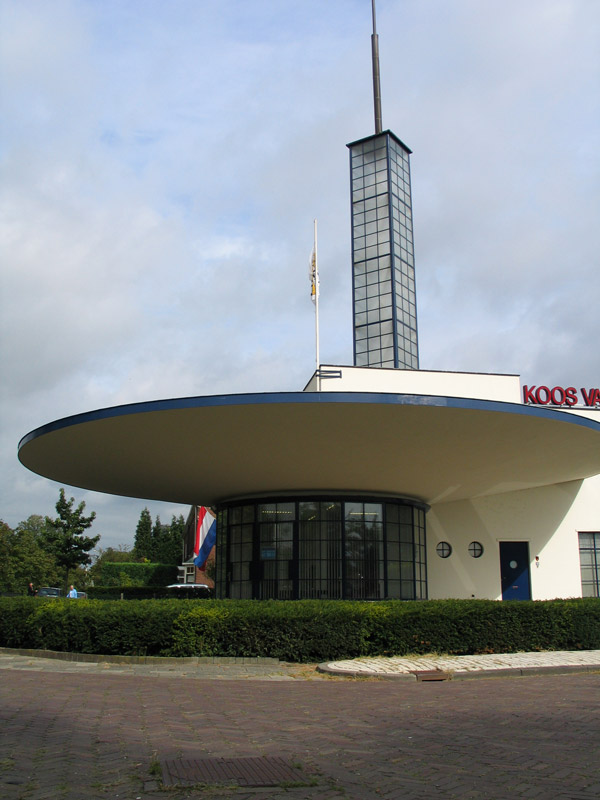
Benzinestation 'Auto Palace' uit 1936 in Nijmegen (Rijksmonument) een voorbeeld van Nieuwe Zakelijkheid
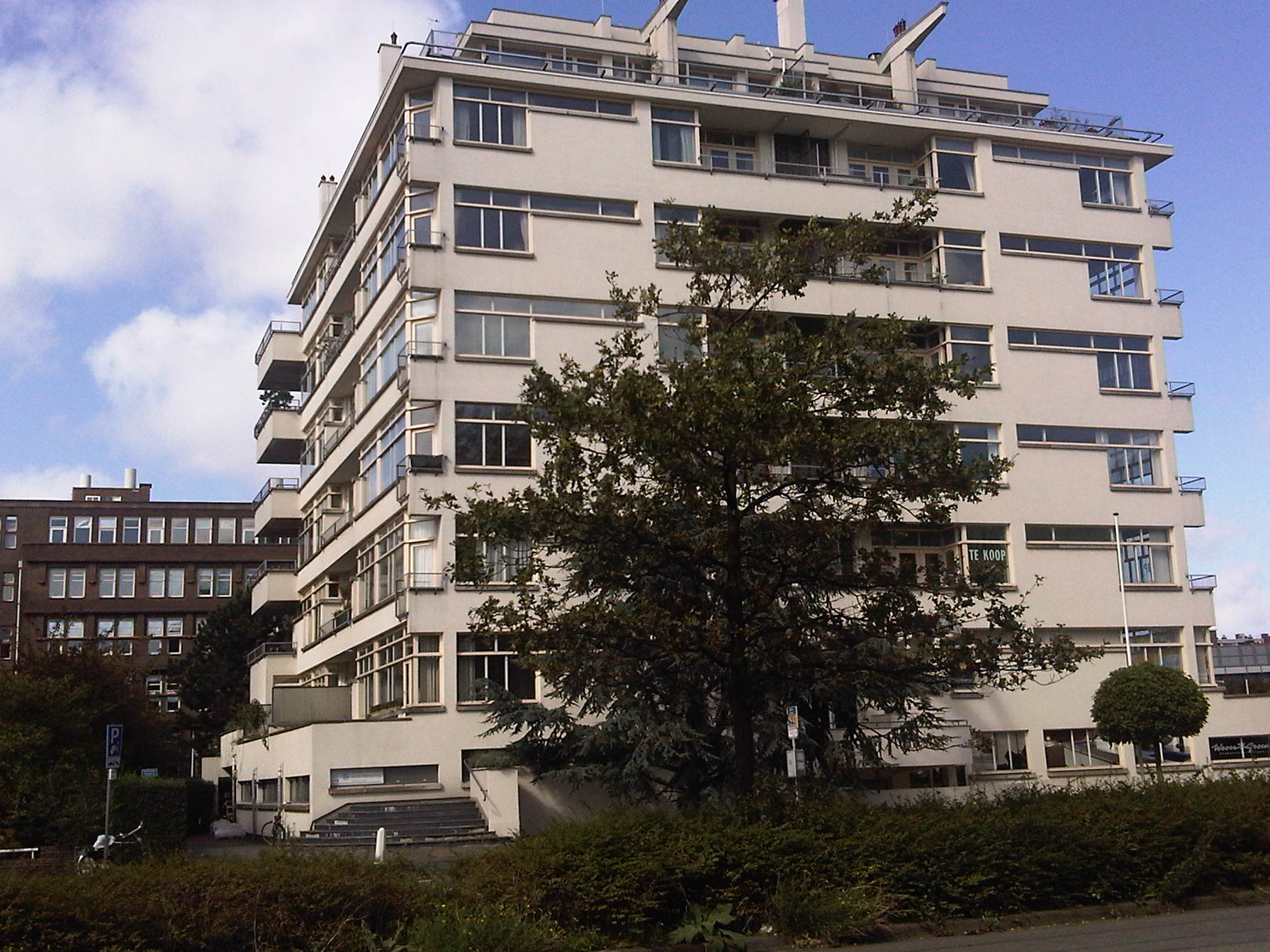
Nirwana-flat (Den Haag) van Duiker en Wiebenga
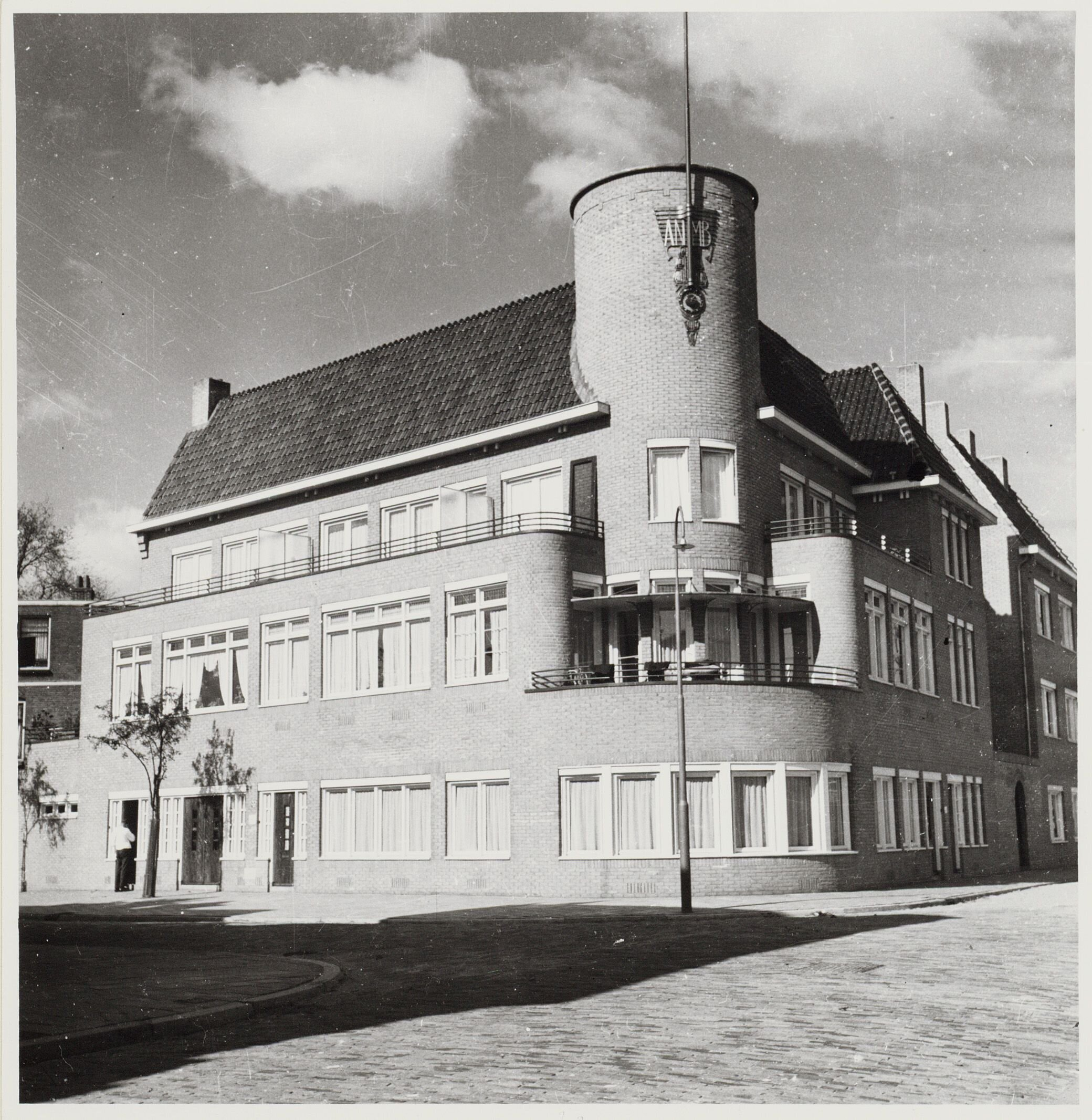
Gebouw van de Algemene Nederlandse Metaalbewerkersbond (ANMB) uit 1939 in Utrecht door Jan C. de Haas.